# Ditlevine Feddersen
Ditlevine Feddersen, född 19 juli 1727 i Kristiania (nuvarande Oslo), död 18 november 1803 i Köpenhamn, var en norsk poet och översättare och kulturpersonlighet.  
Hon var dotter till köpmannen Peter Collett (1694–1740) och Anna Cathrine Rosenberg (1699–1747), samt sondotter till James Collett. Hon gifte sig 1749 med magistratpresident Nicolai Feddersen. Hon tillhörde stadens högsta kretsar och hade fått sitt namn efter sin fadder, ståthållare Ditlev Vibe. Hon var den drivande kulturpersonligheten inom Kristianias societets- och kulturliv under sin samtid. Hennes hem var centrum för stadens kulturliv. Hon skrev dikter, översatte utländska pjäser från franska och engelska och arrangerade amatörteaterföreställningar. Hon umgicks med bland andra författaren Christian Braunmann Tullin, som kallade henne Dorinde i de dikter han tillägnade henne, och som hon själv påverkades av i sin egen poesi. Hon skrev dikter i samma stil som Tullin vid högtider i staden, så som Til Digteren Tullin paa egne og flere Damers Vegne, da han havde skrevet sin Majdag (1758), där hon hyllade Tullin som den “norske Young”. Hon översatte bland annat Selv Carlo Goldonis dramatisering av Richardsons huvudverk, Pamela, som publicerades 1765.
Efter makens död 1769 lämnade hon Norge och bosatte sig i Köpenhamn. 

## Verk
- Til Digteren Tullin paa egne og flere Damers Vegne, da han havde skrevet sin Majdag, 1760, trykt i Hermoder, bd. 5, hf. 14, 1800, s. 66–67
- Polonoise, u.å., trykt i H. J. Graae (utg.): Arier og Sange,bd. 1, København 1773
- For C – til –, u.å., trykt i Hermoder, bd. 5, hf. 14, 1800, s. 69
- Til min Mand paa hans Fødselsdag, u.å., ibid., s. 67–68
- overs. C. Goldoni: Pamela, 1765 (utdrag trykt i Norske Intelligenz-Seddeler nr. 14–16 og 22–27/1766)
- overs. F. Voltaire: Kaffehuset eller Skotlænderinden, ikke utg